# USシネマ
USシネマ株式会社（ユーエスシネマ）は、日本の映画興行会社である。
1884年（明治17年）に東京市深川区越中島に創業した老舗企業であり、現在はシネマコンプレックスチェーン「USシネマ」（英語: US CINEMAS、旧名称はシネマックス）などの映画館の経営、不動産賃貸業を行なう事業持株会社である。傘下企業はホテル、飲食、ソーラー発電、マンション開発、航空機リース、広告代理店、海外不動産事業等を行っている。

## 歴史

### 年表
- 1884年（明治17年） - 臼井荘平が東京市深川区越中島で牡蠣灰製造を始める。
- 1896年（明治29年） - 臼井真三がセメント製造を始める。
- 1906年（明治39年） - 親族と共同で深川演芸館、永代館、千住演芸館を開館させ、個人事業として臼井興行部を始める。
- 1913年（大正2年）8月 - 千葉県千葉市蓮池地区に千葉演芸館を開館させる[1][2]。
- 1945年（昭和20年） - 千葉演芸館を取り壊す[1]。
- 1953年（昭和28年）9月 - 個人事業を株式会社化して千葉興行株式会社を設立[3]。
- 1966年（昭和41年） - 臼井一世が4代目社長に就任する。
- 1994年（平成6年） - 千葉劇場を8階建てビルに建て替え、2階に千葉劇場を開館する。
- 1995年（平成7年） - 海外不動産事業に進出する。
- 1997年（平成9年）5月24日 - シネマックス千葉開館[4]。シネマコンプレックス経営に進出。
- 2001年（平成13年） - ロイヤルリース株式会社を子会社として設立。
- 2005年（平成17年）12月10日 - シネマックスパルナ稲敷開館。
- 2007年（平成19年）9月8日 - シネマックスちはら台開館。
- 2007年（平成19年）12月22日 - シネマックス足利開館。
- 2008年（平成20年） - 臼井正人が5代目社長に就任する。
- 2009年（平成21年）2月27日 - シネマックス足利閉館。
- 2009年（平成21年）7月15日 - シネマックス鴻巣開館。
- 2011年（平成23年）1月14日 - シネマックス千葉閉館。
- 2011年（平成23年）3月11日 - 東日本大震災に伴い、シネマックスちはら台（4月16日再開）、シネマックスパルナ稲敷（4月23日再開）、シネマックス鴻巣（12月15日閉館）が臨時休館。
- 2011年（平成23年）7月9日 - 日活、東京テアトルより運営を引き継ぎ、シネマックス千葉ニュータウンが部分開館。
- 2011年（平成23年）12月15日 - シネマックス鴻巣閉館。
- 2011年（平成23年） - マンション開発事業に進出する。
- 2013年（平成25年）4月26日 - シネマックスつくば開館。
- 2013年（平成25年） - ソーラー発電事業に進出する。
- 2013年（平成25年） - ホテル事業に進出する。
- 2014年（平成26年）10月18日 - USシネマ木更津開館。
- 2015年（平成27年）6月26日 - シネマックス千葉ニュータウンをUSシネマ千葉ニュータウンに改称。
- 2015年（平成27年）11月28日 - シネコンをUSシネマに館名統一。シネマックスつくばをUSシネマつくばに改称、シネマックスちはら台をUSシネマちはら台に改称、シネマックスパルナ稲敷をUSシネマパルナ稲敷に改称。
- 2018年（平成30年） - 航空機リース事業に進出する。
- 2023年（令和5年）4月1日 - 千葉興行株式会社からUSシネマ株式会社に社名を変更する。

### 沿革
1906年（明治39年）、臼井真三が親族と共同で深川豊友館、永代館、千住演芸館を設立し、臼井家の個人事業として臼井興行部を創業した。1913年（大正2年）8月、千葉県千葉市吾妻町1225（蓮池地区）に活動写真常設館として千葉演芸館を開館させた。1927年（昭和2年）には臼井真三が死去し、臼井荘一が臼井興行部の経営を引き継いだ。
第二次世界大戦末期の1945年（昭和20年）には千葉演芸館を取り壊したが、その後の同年6月10日には千葉市が千葉空襲を受けた。戦後の1946年（昭和21年）頃には、復興した千葉演芸館を含めて、千葉県内の市川市、船橋市、銚子市等に8館の映画館を展開していた。1948年（昭和23年）3月、関連会社として千葉復興を設立した。
1952年（昭和27年）、臼井荘一が衆議院議員に当選した。同年には荘一の長男である臼井一世が臼井興行部に入社した。1953年（昭和28年）9月、個人事業だった臼井興行部を株式会社化して千葉興行株式会社を設立し、臼井荘一の義弟である堀田愛夫が社長に就任した。
1957年（昭和32年）12月26日、千葉県興行環境衛生同業組合（現在の千葉県興行生活衛生同業組合）を設立して千葉興行本社内に置き、臼井荘一が組合長に就任した。1966年（昭和41年）、臼井一世が4代目社長に就任した。1967年（昭和42年）1月には荘一の三男である臼井日出男が入社し、専務取締役に就任した。
1980年（昭和55年）6月、臼井日出夫は衆議院議員選挙に当選したことで、専務取締役を退任した。1981年（昭和56年）3月の参議院議員選挙補選によって、臼井荘一は参議院議員に当選した。
1994年（平成6年）、千葉市中央区中央の千葉劇場を建て替え、中央CIBビル内に千葉劇場を新装開館させた。1997年（平成9年）5月24日には、千葉市中央区富士見にシネマックス千葉を開館させ、シネマコンプレックス事業に乗り出した。その後、5サイトのシネコンを開館させた。
2002年（平成14年）6月17日、千葉市美浜区ひび野の幕張新都心にメッセ・アミューズ・モールをオープン、関連会社の千葉復興がこれを所有、テナントにセガの「クラブセガ幕張」、角川グループが経営するシネプレックス幕張が入居した。
2004年（平成16年）10月13日、群馬県藤岡市にあるゴルフ場「ルーデンスカントリークラブ」を経営する群馬ルーデンスカントリークラブを傘下に収めた。
2005年（平成17年）までは角川ヘラルド・ピクチャーズ（のちに合併して角川映画）の第5位の大株主であったが、同年6月には角川ヘラルドが角川グループホールディングスの100％子会社となったため、持ち株を手放している。
2008年（平成20年）11月、臼井正人が5代目代表取締役に就任した。2011年（平成23年）1月14日、千葉興行初のシネコンであるシネマックス千葉を閉館させた。
2023年（令和5年）時点では臼井正人が千葉県興行生活衛生同業組合の組合長を務めている。

## 経営する映画館

### 営業中の映画館
- USシネマパルナ稲敷（茨城県稲敷市、ショッピングセンターパルナ隣接）<7スクリーン、1,086席、2005年12月10日開館、4DX導入>

上映作品数は通常10〜15作品程度。シアター7はUSシネマ最大の413席、シアター5はUSシネマ最小の74席。
- USシネマつくば（茨城県つくば市、イオンモールつくばモール棟2階）<10スクリーン、1,731席、2013年4月26日開館、4DX導入>
- USシネマ千葉ニュータウン（千葉県印西市、ジョイフル本田千葉ニュータウン店敷地内）<10スクリーン、1,627席、2005年8月6日開館、4DX導入>

日活経営、東京テアトル運営であったが、東日本大震災の被害により復旧のコストが多大になるため運営再開が断念された。2011年7月9日より千葉興行が運営を引き継ぎ、一部スクリーンが再開された。同年11月26日より全スクリーンでの運営が再開された。
- USシネマちはら台（千葉県市原市、ユニモちはら台内）<10スクリーン、1,952席、2007年9月8日開館、4DX・IMAX導入>[6]

市原市内初のシネマコンプレックス。赤い内装で統一されている。上映作品数は通常15作品程度。シアター3はUSシネマ最大の413席だったが、後述のIMAX導入により330席に減らされている。オンラインチケット販売システム「WEX」を採用。2015年11月28日の館名変更と同時に4DXを導入。また、2017年8月4日にはシアター3にUSシネマ初となるIMAXを導入した。
- USシネマ木更津（千葉県木更津市、イオンモール木更津2階）<10スクリーン、1,960席、2014年10月18日開館、4DX導入>

千葉興行運営の映画館としては初となる体感型上映システム「4DX」を導入。また、USシネマ独自規格のスクリーン「ADMIX」では音響システムにドルビーアトモスが導入されている。
- 千葉劇場（千葉県千葉市中央区）<1スクリーン、110席、1994年改装>

上映作品数は通常2~3作品程度。主にミニシアター系作品を上映している。かつては松竹・東急系作品を中心に上映していた。

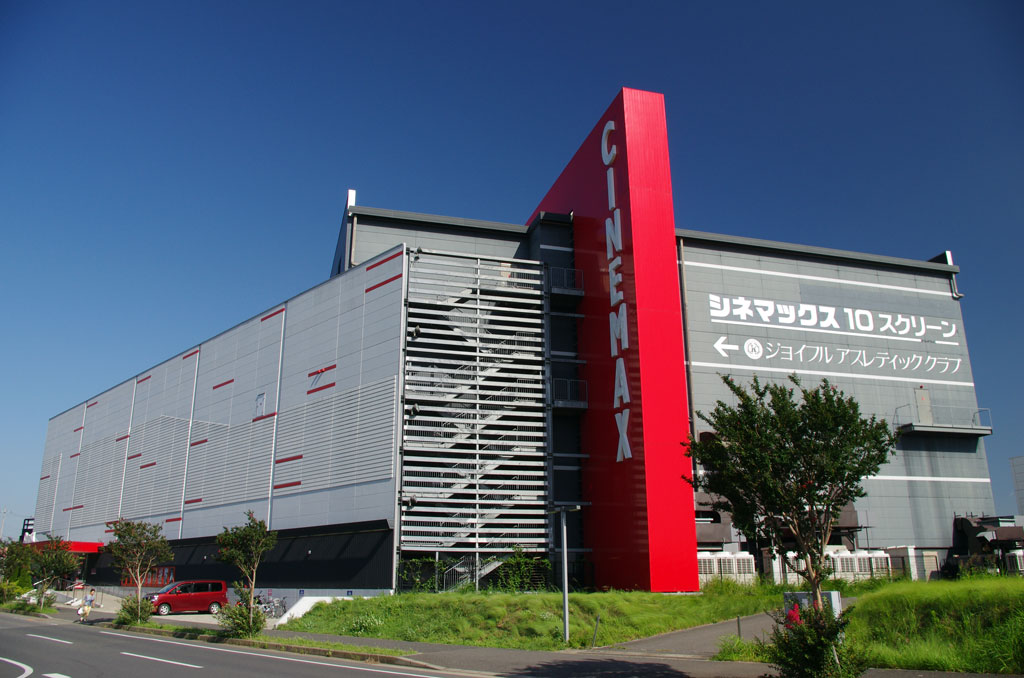
USシネマ千葉ニュータウン（写真はシネマックス時代）
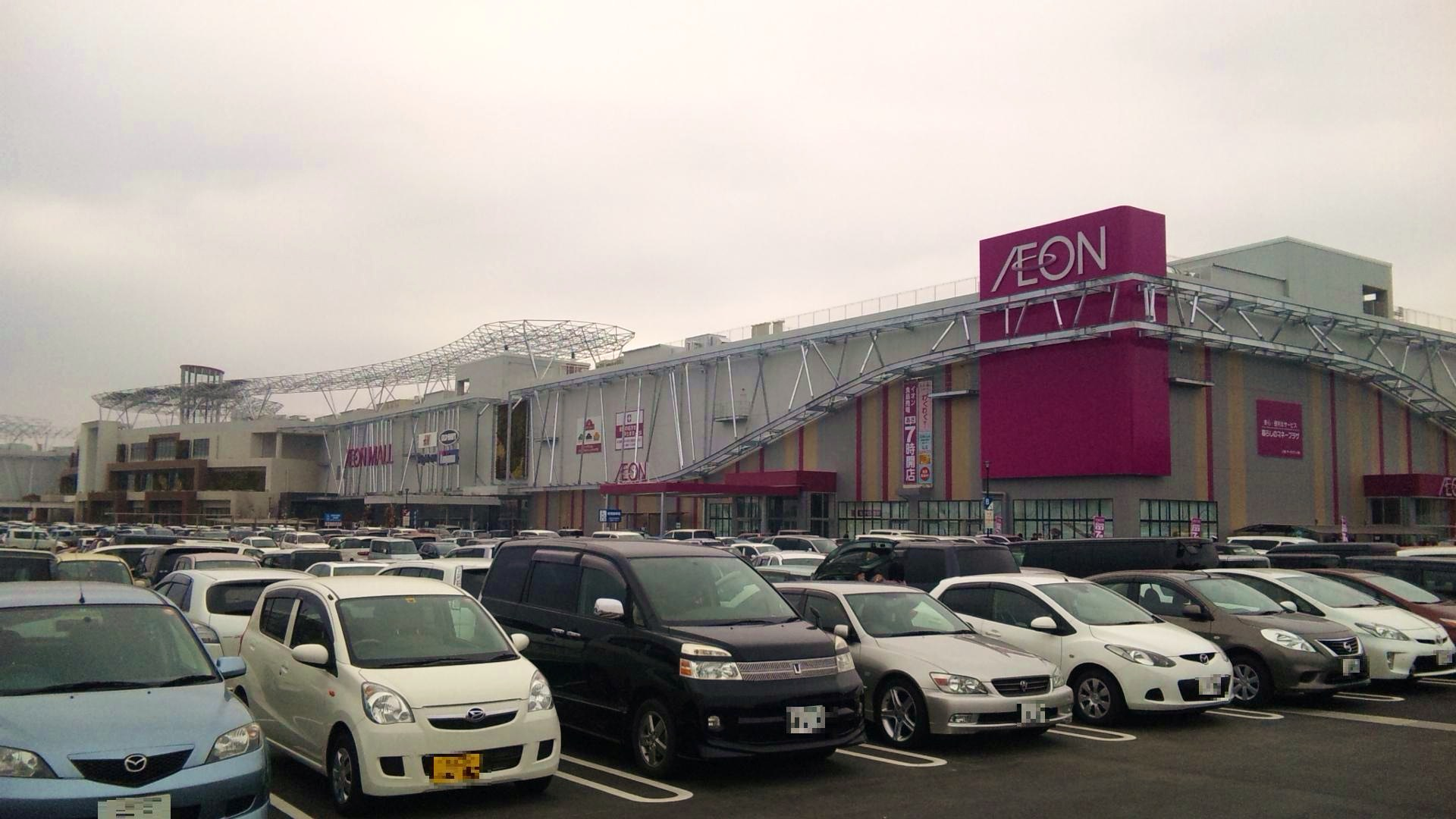
USシネマつくばが入居するイオンモールつくば
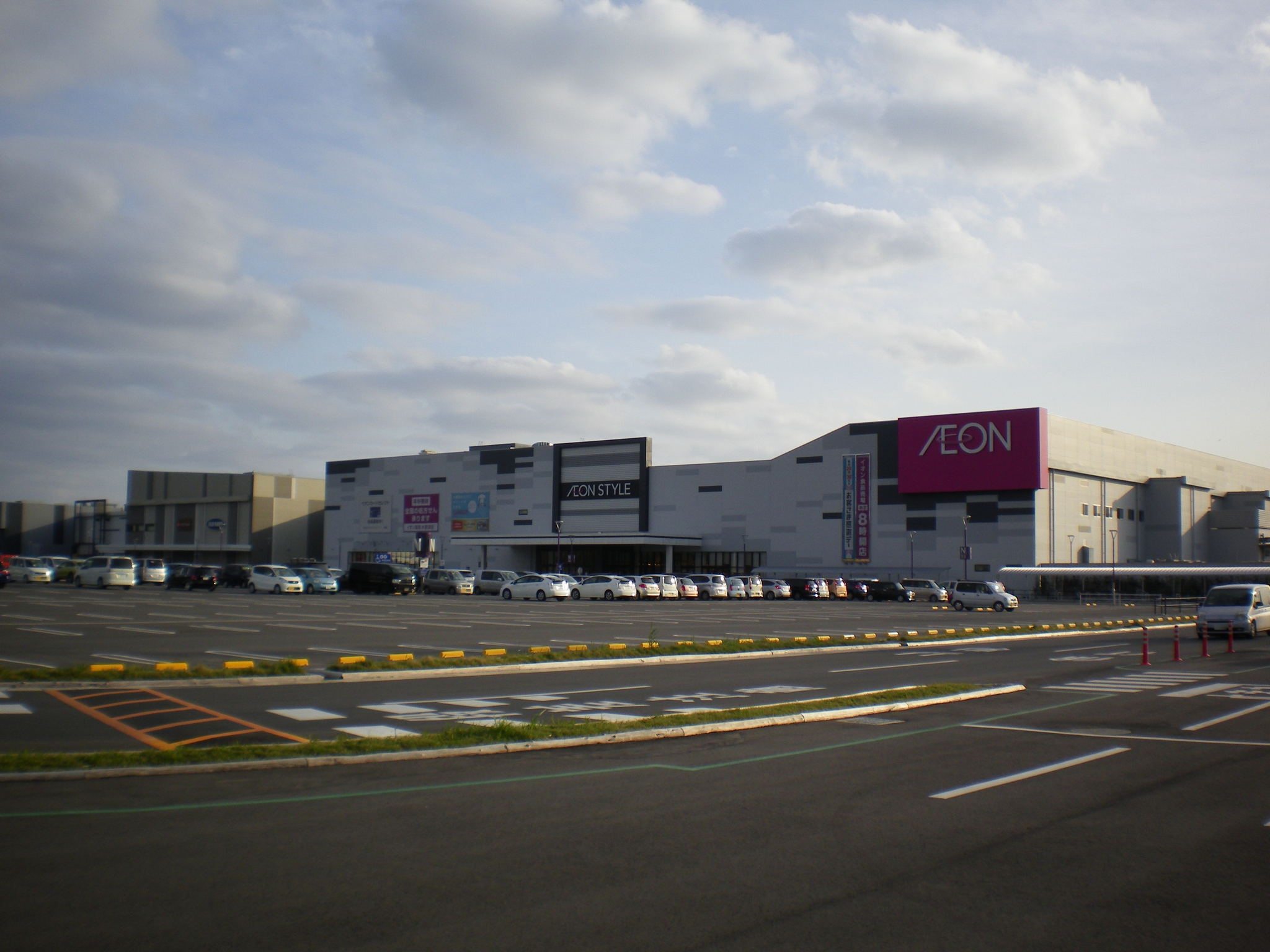
USシネマ木更津が入居するイオンモール木更津
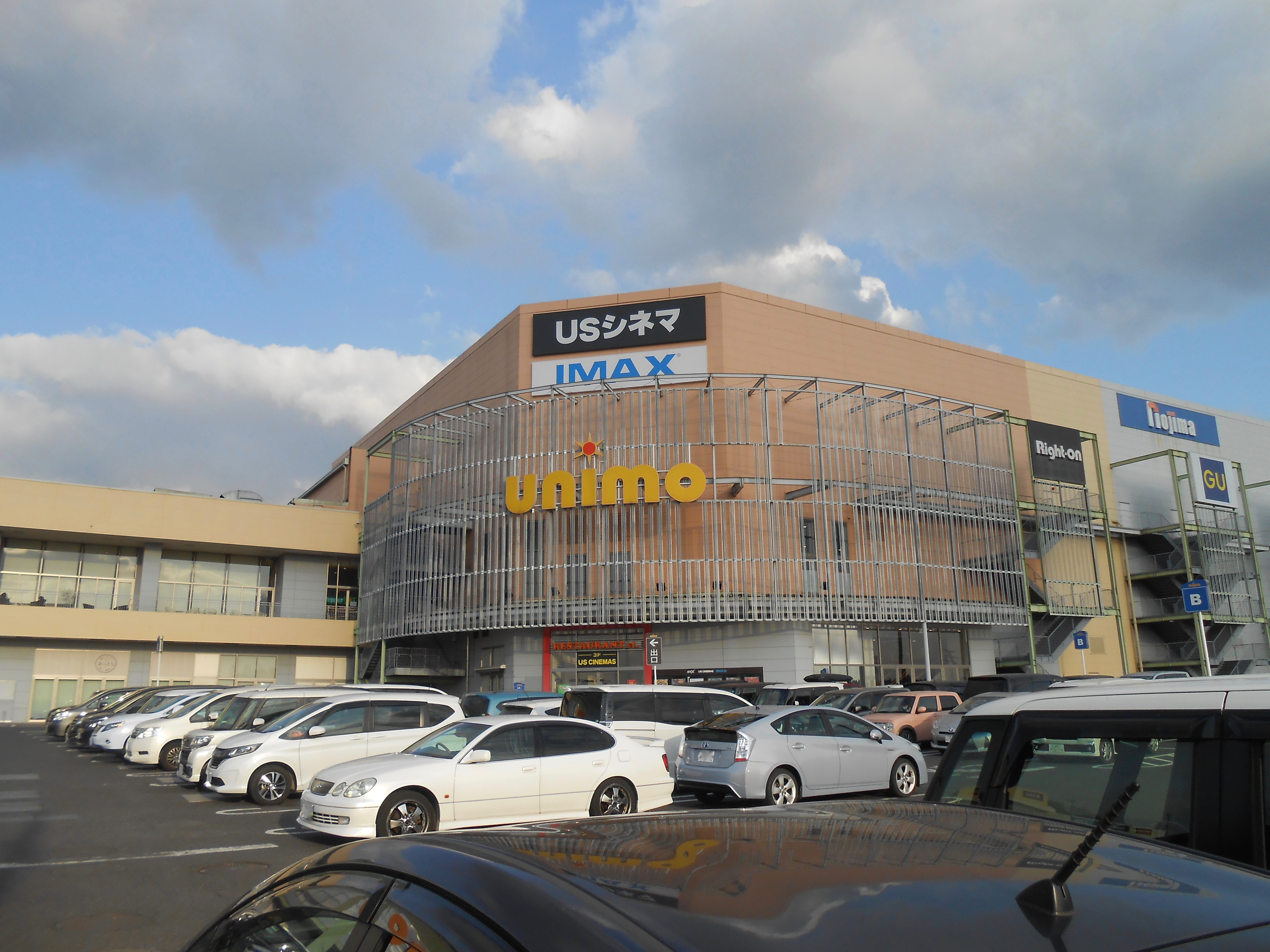
USシネマちはら台が入居するユニモちはら台

### 閉館した映画館

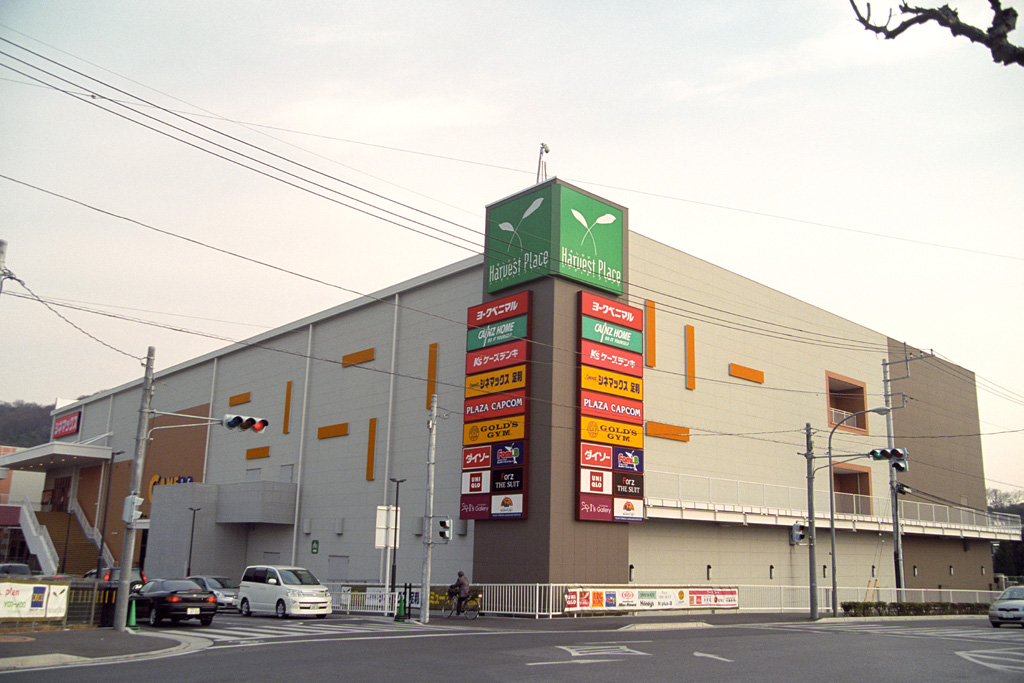
シネマックス足利
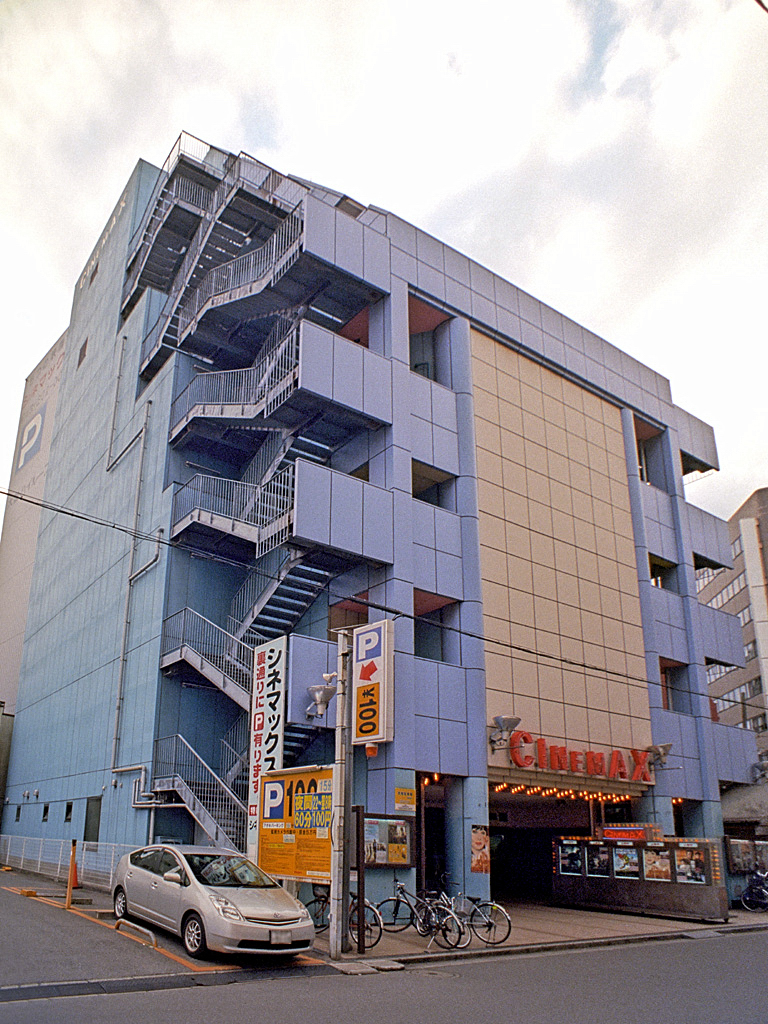
シネマックス千葉
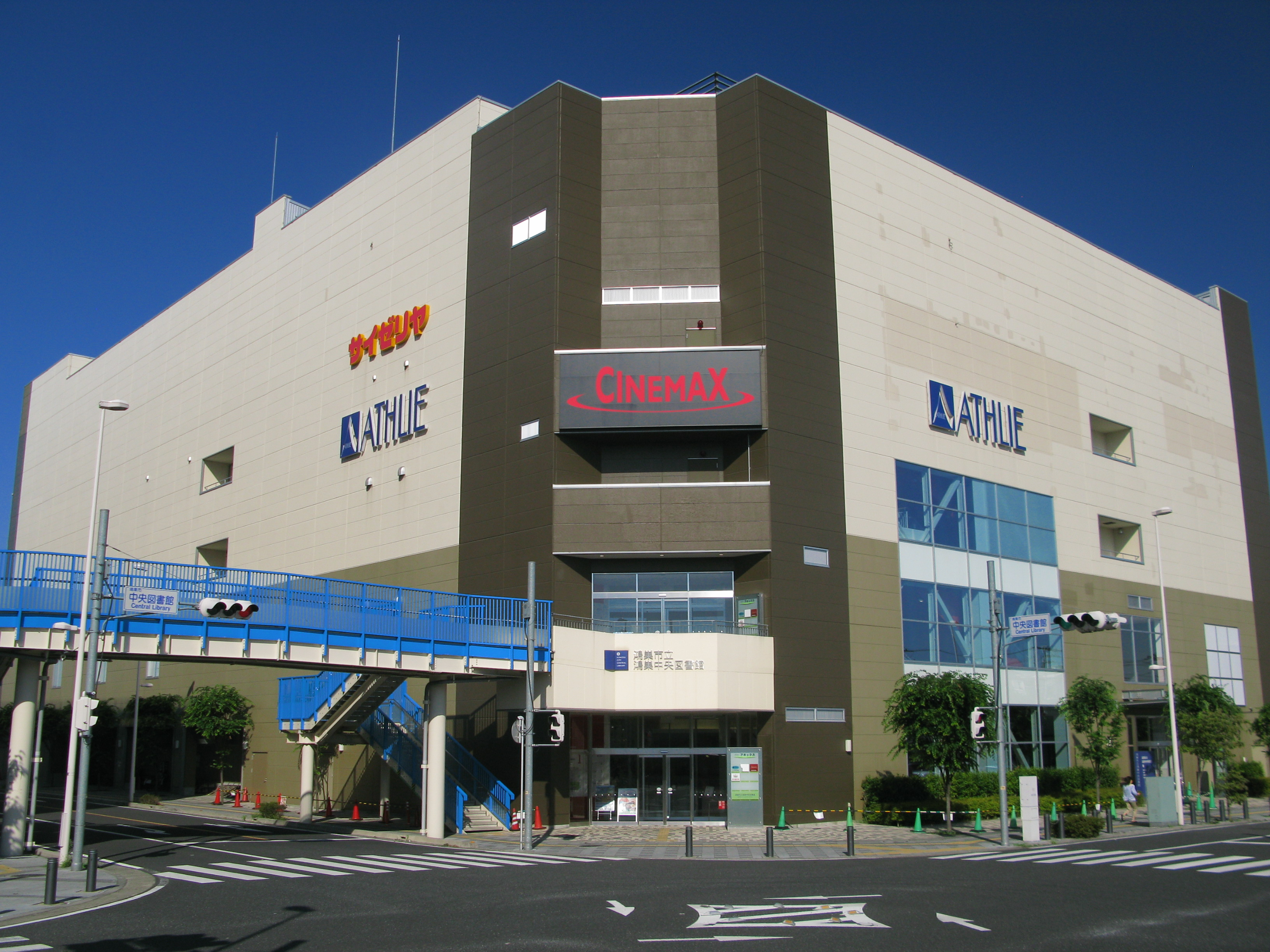
シネマックス鴻巣

- 千葉演芸館（千葉県千葉市吾妻町1225）

1919年開館。1945年取り壊し。戦後に営業再開して少なくとも1958年までは営業。
- 千葉セントラル劇場（千葉市吾妻町）

旧館名は千葉新興館であり、新東宝作品などを上映していた。千葉セントラル劇場に改称して成人映画館となった。
- ダイヤモンド劇場（千葉県千葉市神明町）
- 船橋宮下館（千葉県船橋市）
- 赤坂帝国館（東京都港区赤坂）
- 銚子演芸館（千葉県銚子市）
- 中山松竹（千葉県船橋市本中山1丁目）
- シネマックス足利（栃木県足利市、あしかがハーヴェストプレース内）<8スクリーン、1,301席、2007年12月22日開館、2009年2月27日閉館[9]

上映作品数は通常15作品程度。最大シアターでも400席以下であり比較的小規模であった。オンラインチケット販売システム「WEX」を採用していた。足利市役所の誘致によって開業し、市内の活性化の原動力となることが期待されたが、両毛地域に複数のシネマコンプレックスが存在し集客が想定の半分程度に満たず、業績不振のためわずか1年3ヶ月で閉館に追い込まれた。2016年3月1日には施設が「アシコタウンあしかが」としてリニューアルし、シネコンもユナイテッド・シネマ アシコタウンあしかがとして再開業した。
- シネマックス千葉（千葉県千葉市中央区富士見2丁目16-6）<5スクリーン、804席、1997年5月24日開館、2011年1月14日閉館[広報 7]

千葉県下にオープンした最初のシネマコンプレックスである。上映作品数は通常10作品程度だが、東宝邦画系、東映系作品は上映されることがなかった。他の3サイトとはポイントカードが異なっていた。コンセッションではペプシコーラを販売していた。2011年1月14日に閉館。建物は解体され跡地は駐車場となっている。
- シネマックス鴻巣（埼玉県鴻巣市、エルミこうのす内）<9スクリーン、1593席、2009年7月15日開館、2011年3月11日休館、12月15日閉館[広報 8]

当初ワーナー・マイカル・シネマズが同ショッピングモールへの出店を計画していたが、親会社の意向で出店を中止したとされる。コンセッションではコカ・コーラを販売していた。2011年3月11日に発生した東日本大震災により施設内が損壊したため無期限休業状態となる。賃貸人である鴻巣駅東口A地区市街地再開発組合より賃貸借契約の継続が困難であることを表明され、営業再開を断念。12月15日に閉館が発表された。鴻巣市役所は再開を目指して映画館を取得し、2012年10月に東映系のシネコン会社ティ・ジョイへ運営を委託する形で合意。「公設民営」の形で2013年7月5日にこうのすシネマとして再開された。再開後は9スクリーンのうち7スクリーンを映画上映専用スクリーンとして、1スクリーンを多目的ホールとの兼用のスクリーンとして、残り1スクリーンを多目的ホール専用のホールとしている。
- シネマックス足利
- シネマックス千葉
- シネマックス鴻巣

## 特色

### ポイントカード
メンバーズカード
千葉劇場を除く全ての劇場に導入されている。入会費は500円。1回の鑑賞で150ポイントが付与され、900ポイントで映画が1本無料で鑑賞できる。また、大学生と一般の会員は常時割引料金で鑑賞することができる。ただし、カードが利用できる劇場は入会手続きを行った劇場に限られる。
スタンプカード
千葉劇場に導入されている。入会費は200円。1回の鑑賞でスタンプが1回押され、スタンプが5個貯まると映画が1本無料で鑑賞できる。また、カードの提示でホットコーヒーを割引料金で購入することができる。

## 関連会社
- 群馬ルーデンスカントリークラブ
- 千葉復興
- ロイヤルリース メッセ・アミューズ・モール
- ユー・エス
- リバティ